# Морикела (Мачерата)
Морикела (итал. Morichella) насеље је у Италији у округу Мачерата, региону Марке.
Према процени из 2011. у насељу је живело 119 становника. Насеље се налази на надморској висини од 476 м.